# Johannes Weltzer
Christian Johannes Weltzer, född 4 februari 1900 i Vester Hassing, död 3 september 1951 i Köpenhamn, var en dansk författare och poet.
Weltzer tog studentexamen 1918 och blev cand.phil. 1919. Han studerade därefter litteraturhistoria 1920–1925, ett studium som han återupptog 1940. Vid sidan om studierna gick han i lära i Københavns Kommunes Biblioteker 1920–1921 och arbetade en tid som korrekturläsare på Kristeligt Dagblad. Han var samtidigt med och grundade tidskriften Klinte 1920, som senare bytte namn till Vild Hvede og Hvedekorn. Han arbetade som litterär redaktör på Ugens Radio 1929. Under 1920-talet företog han flera resor runt om i Europa: Tyskland och Belgien (1920–1923), Paris (1924 och 1926), Berlin (1931) samt Leningrad och Moskva (1934).
Weltzer debuterade som författare 1920 med dramat Smerte. Det följdes av diktsamlingen Hjertets Foraar (1921), novellsamlingen Vandrer mod Gud (1923) och drömspelet Menneskehjerte (1923). Han vann en bronsmedalj vid de olympiska spelen i Amsterdam 1928 för sin dikt Symphonica Heroica, som var en hyllning till Charles Lindbergh. Bland Weltzers övriga verk finns Det glimtende Fjerne (1926), diktsamlingen Glødende Nu (1927), Broder Menneske (1932), Taifun over Europa (1933) och diktsamlingen Flammen (1938). Under 1940-talet gav han ut ytterligare en roman, Jens Kasper Søndenvind (1943), och två diktsamlingar, Det søndrede Spejl (1946) och Brudelys og Foraarshjerte (1949). Han efterlämnade dessutom en memoarbok efter sin död, De usandsynlige hverdage (1953).
För sitt arbete mottog Weltzer Carl Møllers Legat (1926), Emma Bærentzens Legat (1934), Forfatterforbundets Legat (1945), Sophus Michaëlis’ Legat (1946) samt Frøken Suhrs Forfatterlegat (1950).